# Пришляк Антоніна Михайлівна
Антоніна Михайлівна Лагойко, у шлюбі Пришляк (нар. 28 вересня 1954, с. Вертіївка, Чернігівська область, Україна) — українська науковиця у галузі медицини, доктор медичних наук (2009), професор (2012).

## Життєпис
Закінчила з відзнакою Тернопільський медичний інститут у 1979 році за спеціальністю «Лікувальна справа».
Під час навчання працювала санітаркою облсанепідемстанції (1971—1972), після закінчення інституту — лікаркою швидкої допомоги (1979—1991) та, за сумісництвом, асистенткою кафедри патологічної фізіології ТДМУ. 
З 1992 року Пришляк була асистенткою, старшою викладачем, доценткою, професоркою кафедри анатомії людини. 
2004—2007 — виконувала обов'язки проректора з національно-патріотичної та виховної роботи на громадських засадах.
2008—2009 — заступниця директора з навчальної роботи Науково-навчального інституту морфології ТНМУ.
2009—2015 — завідувачка кафедри філософії, суспільних дисциплін та іноземних мов ТДМУ.
З 2015 року працює професором кафедри анатомії людини Тернопільського національного медичного університету. 
Член Наукового товариства анатомів, гістологів, ембріологів та топографоанатомів України (АГЕТ), товариства нормальних фізіологів та патофізіологів.

## Наукова робота
У 1991 році під керівництвом проф. Олени Маркової захистила кандидатську дисертацію на тему «Вплив простагландину Е2 на процеси перикисного окислення ліпідів головного мозку при адреналіновій міокардіодистрофії у тварин з різною стійкістю до гіпоксії».
У 2009 р. захистила докторську дисертацію «Морфофункціональні закономірності адаптаційних та дезадаптаційних процесів в серцевому м'язі при токсичних ураженнях» (науковий консультант — професор Михайло Гнатюк).
Наукові інтереси: проблема адаптації органів і систем організму до оточуючого середовища в умовах токсичного навантаження.
Під керівництвом А. М. Пришляк захищено двох кандидатів наук.
Член спеціалізованої вченої ради К 76.600.01 при Буковинському державному медичному університеті.
Авторка близько 150 наукових праць і навчальних посібників. Має патенти на винаходи.